# Prix Arthur-C.-Clarke
Le prix Arthur-C.-Clarke est un prix littéraire récompensant le meilleur roman de science-fiction publié au Royaume-Uni et, depuis 2012, l'écrivain dont l'imagination a eu le plus d'impact sur la société.
Créé en 1987 par Arthur C. Clarke, le prix est décerné par un comité composé de cinq professionnels issus de trois organismes britanniques soutenant la science-fiction : la British Science Fiction Association, la Science Fiction Foundation et une troisième organisation (le Science Museum de Londres, le SF Crowsnest, le Sci-Fi-London, ...).
Le prix consiste en une plaque nominative en forme de serre-livre accompagnée d'un chèque d'un montant équivalent à l'année du prix, soit une somme de 2 007 £ (environ 2 942 €) pour l'année 2007.

## Palmarès
Les gagnants sont cités en premier, suivis par les autres œuvres nommées.

### Années 1980

#### 1987
La Servante écarlate (The Handmaid's Tale) par Margaret Atwood
- The Ragged Astronauts par Bob Shaw
- Éon (Eon) par Greg Bear
- Plans de fuite (Escape Plans) par Gwyneth Jones
- Les Yeux électriques (Green Eyes) par Lucius Shepard
- Queen of the States par Josephine Saxton
- Stars in My Pocket Like Grains of Sand par Samuel R. Delany
- La Mémoire de la lumière (The Memory of Whiteness) par Kim Stanley Robinson

#### 1988
L'Été et la mer (The Sea and Summer) par George Turner (en)
- Fiasco (Fiasko) par Stanislas Lem
- Ancient of Days par Michael Bishop
- Grainne (Gráinne) par Keith Roberts
- Les Aventures d'un homme invisible (Memoirs of an Invisible Man) par H. F. Saint
- Replay (Replay) par Ken Grimwood
- Ægypt (Ægypt) par John Crowley

#### 1989
Unquenchable Fire par Rachel Pollack
- The Empire of Fear par Brian Stableford
- Rumors of Spring par Richard Grant (en)
- Kairos par Gwyneth Jones
- La Vie en temps de guerre (Life During Wartime) par Lucius Shepard
- Requiem pour Philip K. Dick (Philip K. Dick Is Dead, Alas) par Michael Bishop
- Whores of Babylon par Ian Watson

### Années 1990
| Sommaire : | - Haut - 1990 - 1991 - 1992 - 1993 - 1994 - 1995 - 1996 - 1997 - 1998 - 1999 |

#### 1990
The Child Garden par Geoff Ryman
- L'Enfant arc-en-ciel (A Child Across the Sky) par Jonathan Carroll
- A Mask for the General par Lisa Goldstein
- Desolation Road (Desolation Road) par Ian McDonald
- Ivoire (Ivory) par Mike Resnick
- Inexistence (Neverness) par David Zindell
- Soldiers of Paradise par Paul Park

#### 1991
Le Pays de Cocagne (Take Back Plenty) par Colin Greenland
- Rats and Gargoyles par Mary Gentle
- Horizon vertical (Farewell Horizontal) par K. W. Jeter
- Red Spider White Web par Misha
- La Ville peu de temps après (The City, Not Long After) par Pat Murphy
- L'Usage des armes (Use of Weapons) par Iain M. Banks

#### 1992
Les Synthérétiques (Synners) par Pat Cadigan
- La Lumière des astres (Eternal Light) par Paul J. McAuley
- Hypérion (Hyperion) par Dan Simmons
- Gravité (Raft) par Stephen Baxter
- Subterranean Gallery par Richard Paul Russo
- La Chute d'Hypérion (The Fall of Hyperion) par Dan Simmons
- White Queen par Gwyneth Jones

#### 1993
Body of Glass par Marge Piercy
- Mars la rouge (Red Mars) par Kim Stanley Robinson
- Correspondence par Sue Thomas (en)
- Destroying Angel par Richard Paul Russo
- Le Grand Livre (Doomsday Book) par Connie Willis
- Hearts, Hands and Voices par Ian McDonald
- Futurs perdus (Lost Futures) par Lisa Tuttle
- Stations des profondeurs (Stations of the Tide) par Michael Swanwick

#### 1994
Vurt (Vurt) par Jeff Noon
- Passerelles pour l'infini (A Million Open Doors) par John Barnes
- Ammonite par Nicola Griffith
- Le Samouraï virtuel (Snow Crash) par Neal Stephenson
- Danlo et Le Dieu brisé (The Broken God) par David Zindell
- The Iron Dragon's Daughter par Michael Swanwick

#### 1995
Mise en abyme (Fools) par Pat Cadigan
- Alien Influences par Kristine Kathryn Rusch
- La Mère des tempêtes (Mother of Storms) par John Barnes
- North Wind par Gwyneth Jones
- Les Conjurés de Florence (Pasquale's Angel) par Paul J. McAuley
- En remorquant Jéhovah (Towing Jehovah) par James Morrow

#### 1996
Féerie (Fairyland) par Paul J. McAuley
- The Star Fraction par Ken MacLeod
- Happy Policeman par Patricia Anthony
- L'Âge de diamant (The Diamond Age) par Neal Stephenson
- Le Prestige (The Prestige) par Christopher Priest
- Les Vaisseaux du temps (The Time Ships) par Stephen Baxter

#### 1997
Le Chromosome de Calcutta (The Calcutta Chromosome) par Amitav Ghosh
- Mars la bleue (Blue Mars) par Kim Stanley Robinson
- Gibbon's Decline and Fall par Sheri S. Tepper
- Le Gardien de l'ange (Looking for the Mahdi) par N. Lee Wood
- Les Machines de Dieu (The Engines of God) par Jack McDevitt
- Voyage (Voyage) par Stephen Baxter

#### 1998
Le Moineau de Dieu (The Sparrow) par Mary Doria Russell
- Days (Days) par James Lovegrove
- Glimmering par Elizabeth Hand
- NymphoRmation (Nymphomation) par Jeff Noon
- The Family Tree par Sheri S. Tepper
- Titan (Titan) par Stephen Baxter

#### 1999
Dreaming In Smoke par Tricia Sullivan
- Cavalcade par Alison Sinclair (en)
- Earth Made of Glass par John Barnes
- La Division Cassini (The Cassini Division) par Ken MacLeod
- Les Extrêmes (The Extremes) par Christopher Priest
- Time on My Hands: A Novel with Photographs par Peter Delacorte

### Années 2000
| Sommaire : | - Haut - 2000 - 2001 - 2002 - 2003 - 2004 - 2005 - 2006 - 2007 - 2008 - 2009 |

#### 2000
Distraction par Bruce Sterling
- Au tréfonds du ciel (A Deepness in the Sky) par Vernor Vinge
- Cryptonomicon (Cryptonomicon) par Neal Stephenson
- Silver Screen par Justina Robson
- The Bones of Time par Kathleen Ann Goonan
- Temps (Time) par Stephen Baxter

#### 2001
Perdido Street Station (Perdido Street Station) par China Miéville
- La Guerrière oubliée (A Secret History) par Mary Gentle
- Cosmonaut Keep par Ken MacLeod
- La Parabole des talents (Parable of the Talents) par Octavia E. Butler
- L'Espace de la révélation (Revelation Space) par Alastair Reynolds
- Salt par Adam Roberts

#### 2002
Bold as Love par Gwyneth Jones
- Dragon déchu (Fallen Dragon) par Peter F. Hamilton
- Mappa Mundi par Justina Robson
- Pashazade par Jon Courtenay Grimwood
- Passage (Passage) par Connie Willis
- Une invasion martienne (The Secret of Life) par Paul J. McAuley

#### 2003
La Séparation (The Separation) par Christopher Priest
- Le Peuple d'argile (Kiln People) par David Brin
- L'Ombre du Shrander (Light) par M. John Harrison
- Les Scarifiés (The Scar) par China Miéville
- La Vitesse de l'obscurité (The Speed of Dark) par Elizabeth Moon
- Chroniques des années noires (The Years of Rice and Salt) par Kim Stanley Robinson

#### 2004
Quicksilver par Neal Stephenson
- Coalescence (Coalescent) par Stephen Baxter
- Les Enfants de Darwin (Darwin's Children) par Greg Bear
- Maul (Maul) par Tricia Sullivan
- Midnight Lamp par Gwyneth Jones
- Identification des schémas (Pattern Recognition) par William Gibson

#### 2005
Le Concile de fer (Iron Council) par China Miéville
- Cartographie des nuages (Cloud Atlas) par David Mitchell
- Market Forces (Market Forces) par Richard Morgan
- Le Fleuve des dieux (River of Gods) par Ian McDonald
- The System of the World par Neal Stephenson
- Le temps n'est rien (The Time Traveler's Wife) par Audrey Niffenegger

#### 2006
Air par Geoff Ryman
- Accelerando (Accelerando) par Charles Stross
- Banner of Souls par Liz Williams (en)
- Learning the World par Ken MacLeod
- Auprès de moi toujours (Never Let Me Go) par Kazuo Ishiguro
- Janus (Pushing Ice) par Alastair Reynolds

#### 2007
Nova Swing par John Harrison
- End of the World Blues par Jon Courtenay Grimwood
- Gradisil (Gradisil) par Adam Roberts
- Hav par Jan Morris
- Le cœur est un noyau candide (Oh Pure and Radiant Heart) par Lydia Millet
- Streaking par Brian Stableford

#### 2008
Black Man (Black Man) par Richard Morgan
- Sœurs dans la guerre (The Carhullan Army) par Sarah Hall
- The Execution Channel par Ken MacLeod
- The H-Bomb Girl par Stephen Baxter
- Et dormir dans l'oubli comme un requin dans l'onde (The Raw Shark Texts) par Steven Hall (en)
- The Red Men par Matthew De Abaitua (en)

#### 2009
Song of Time par Ian R. MacLeod
- Anatèm (Anathem) par Neal Stephenson
- La Maison des soleils (House of Suns) par Alastair Reynolds
- Martin Martin's on the Other Side par Mark Wernham
- The Margarets par Sheri S. Tepper
- La Guerre tranquille (The Quiet War) par Paul J. McAuley

### Années 2010
| Sommaire : | - Haut - 2010 - 2011 - 2012 - 2013 - 2014 - 2015 - 2016 - 2017 - 2018 - 2019 |

#### 2010
The City and the City (The City and the City) par China Miéville
- Au nord du monde (Far North) par Marcel Theroux
- Le Rêve de Galilée (Galileo's Dream) par Kim Stanley Robinson
- Frey (Retribution Falls) par Chris Wooding (en)
- Spirit or The Princess of Bois Dormant par Gwyneth Jones
- Yellow Blue Tibia par Adam Roberts

#### 2011
Zoo City (Zoo City) par Lauren Beukes
- Les Puissances de l'invisible (Declare) par Tim Powers
- Générosité : Un perfectionnement (Generosity: An Enhancement) par Richard Powers
- Lightborn par Tricia Sullivan
- La Guerre du bruit (Monsters of Men) par Patrick Ness
- La Maison des derviches (The Dervish House) par Ian McDonald

#### 2012
Le Testament de Jessie Lamb (The Testament of Jessie Lamb) par Jane Rogers (en)
- Légationville (Embassytown) par China Miéville
- Hull Zero Three par Greg Bear
- Rule 34 par Charles Stross
- The Postmortal par Drew Magary (en)
- The Waters Rising par Sheri S. Tepper

#### 2013
Dark Eden (Dark Eden) par Chris Beckett
- 2312 (2312) par Kim Stanley Robinson
- Angelmaker par Nick Harkaway
- Intrusion par Ken MacLeod
- Nod par Adrian Barnes
- La Constellation du chien (The Dog Stars) par Peter Heller

#### 2014
La Justice de l'ancillaire (Ancillary Justice) par Ann Leckie
- God's War par Kameron Hurley
- Nexus (Nexus) par Ramez Naam
- L'Adjacent (The Adjacent) par Christopher Priest
- The Disestablishment of Paradise par Phillip Mann
- The Machine par James Smythe (en)

#### 2015
Station Eleven (Station Eleven) par Emily St. John Mandel
- Europe in Autumn par Dave Hutchinson
- Fille de l'eau (Memory of Water, traduction de Teemestarin kirja) par Emmi Itäranta
- Le Livre des choses étranges et nouvelles (The Book of Strange New Things) par Michel Faber
- Les Quinze Premières Vies d'Harry August (The First Fifteen Lives of Harry August) par Claire North
- Celle qui a tous les dons (The Girl with All the Gifts) par M. R. Carey

#### 2016
Dans la toile du temps (Children of Time) par Adrian Tchaikovsky
- Arcadia par Iain Pears
- Europe at Midnight par Dave Hutchinson
- Le Livre de Phénix (The Book of Phoenix) par Nnedi Okorafor
- L'Espace d'un an (The Long Way to a Small, Angry Planet) par Becky Chambers
- Way Down Dark par James Smythe (en)

#### 2017
Underground Railroad (The Underground Railroad) par Colson Whitehead
- Libration (A Closed and Common Orbit) par Becky Chambers
- After Atlas (After Atlas) par Emma Newman
- Central Station (Central Station) par Lavie Tidhar
- Le Gambit du renard (Ninefox Gambit) par Yoon Ha Lee
- Occupy Me par Tricia Sullivan

#### 2018
Dreams Before the Start of Time par Anne Charnock (en)
- American War (American War) par Omar El Akkad (en)
- Borne (Borne) par Jeff VanderMeer
- Et nous ne vieillirons jamais (Gather the Daughters) par Jennie Melamed
- Un océan de rouille (Sea of Rust) par C. Robert Cargill (en)
- Un astronaute en bohême (Spaceman of Bohemia) par Jaroslav Kalfař

#### 2019
Rosewater (Rosewater) par Tade Thompson
- Frankenstein à Bagdad (Frankenstein in Baghdad, traduction de فرانكشتاين في بغداد) par Ahmed Saadawi (en)
- Revenant Gun par Yoon Ha Lee
- Semiosis  (Semiosis) par Sue Burke
- The Electric State (traduction de Passagen) par Simon Stålenhag
- The Loosening Skin par Aliya Whiteley (en)

### Années 2020
| Sommaire : | - Haut - 2020 - 2021 - 2022 - 2023 - 2024 - 2025 |

#### 2020
Mustiks (The Old Drift) par Namwali Serpell
- Un souvenir nommé empire (A Memory Called Empire) par Arkady Martine
- Cage of Souls par Adrian Tchaikovsky
- The City in the Middle of the Night par Charlie Jane Anders
- The Last Astronaut par David Wellington
- The Light Brigade par Kameron Hurley

#### 2021
The Animals in that Country par Laura Jean McKay (en)
- Chilling Effect par Valerie Valdes
- Edge of Heaven par R. B. Kelly
- The Infinite par Patience Agbabi
- Cantique pour les étoiles (The Vanished Birds) par Simon Jimenez (en)
- Vagabonds (traduction de 流浪苍穹?) par Hao Jingfang

#### 2022
Deep Wheel Orcadia par Harry Josephine Giles
- Klara et le Soleil (Klara and the Sun) par Kazuo Ishiguro
- Une désolation nommée paix (A Desolation Called Peace) par Arkady Martine
- A River Called Time par Courttia Newland (en)
- Wergen: The Alien Love War par Mercurio D. Rivera
- Skyward Inn par Aliya Whiteley (en)

#### 2023
Poisson poison (Venomous Lumpsucker) par Ned Beauman
- The Red Scholar’s Wake par Aliette de Bodard
- Plutoshine par Lucy Kissick
- The Anomaly (traduction de L'Anomalie) par Hervé Le Tellier
- The Coral Bones par E. J. Swift
- Metronome par Tom Watson

#### 2024
Ascension (In Ascension) par Martin MacInnes (en)
- Le Dernier Combat de Loretta Thurwar (Chain-Gang All-Stars) par Nana Kwame Adjei-Brenyah (en)
- The Ten Percent Thief par Lavanya Lakshminarayan
- La Montagne dans la mer (The Mountain in the Sea) par Ray Nayler
- La Gloire à tout prix (Some Desperate Glory) par Emily Tesh
- Corey Fah Does Social Mobility par Isabel Waidner (en)

#### 2025
Mademoiselle Robot (Annie Bot) par Sierra Greer (en)
- Private Rites par Julia Armfield (en)
- The Ministry of Time par Kaliane Bradley (en)
- Extremophile par Ian Green
- Service Model par Adrian Tchaikovsky
- Thirteen Ways to Kill Lulabelle Rock par Maud Woolf